# 新潟県立加茂病院

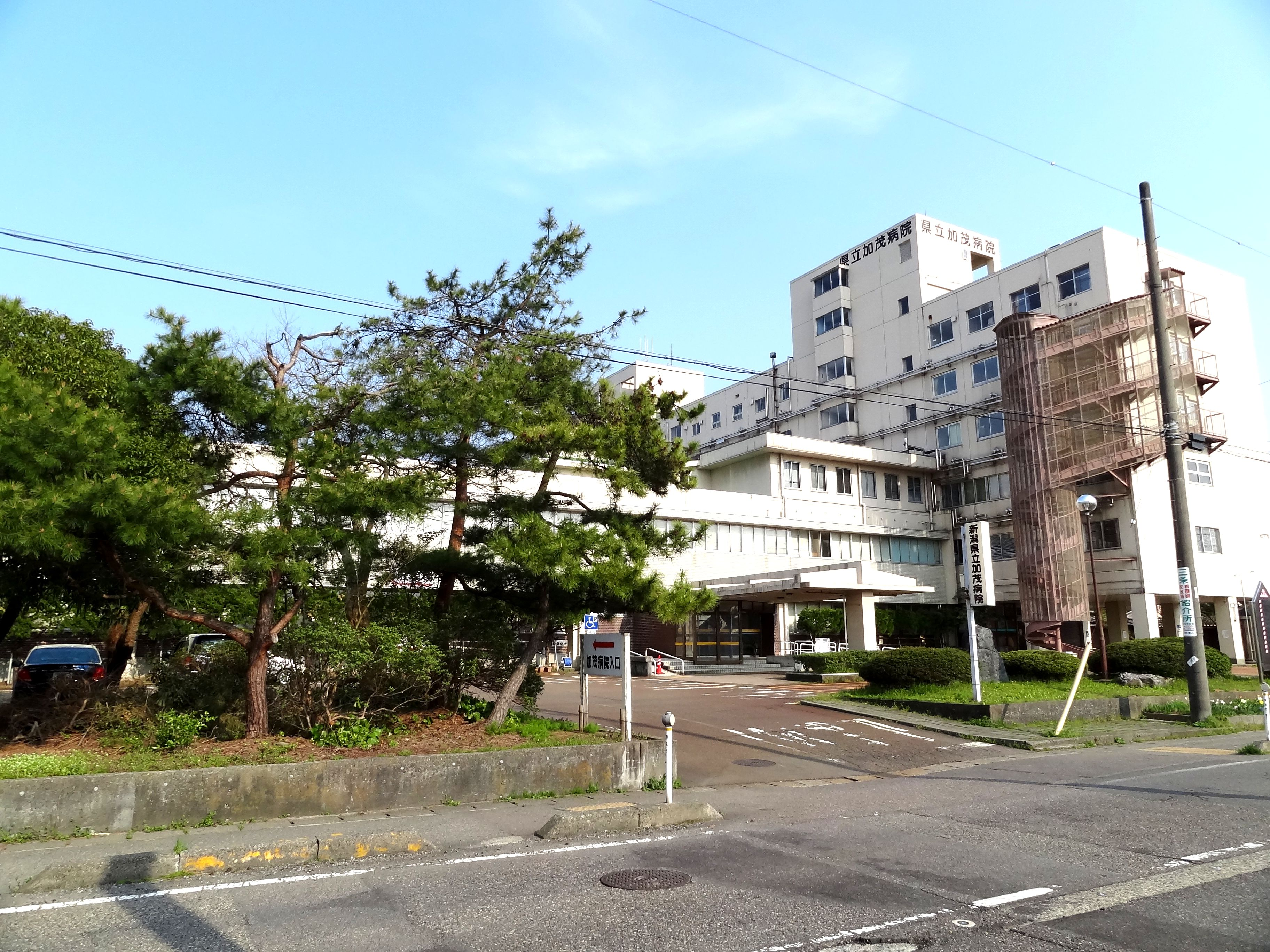
移転前の加茂病院（2011年4月）

新潟県立加茂病院（にいがたけんりつかもびょういん）は、新潟県加茂市にある医療機関。

## 沿革
- 1943年12月1日 - 日本医療団新潟県支部加茂奨健寮別館として開設。
- 1946年7月1日 - 日本医療団加茂病院となる。
- 1949年11月1日 - 県立加茂病院として発足。
- 1952年5月28日 - 現在地に移転し、業務開始。
- 1957年12月1日 - 総合病院の承認を受ける。
- 1971年1月1日 - 附属高等看護学院開設。
- 1977年4月1日 - 附属高等看護学院を附属看護専門学校に改称。
- 2008年3月31日 - 附属看護専門学校閉校。
- 2024年4月1日 - 運営主体が社会医療法人崇徳会に変更。

## 診療科
- 内科
- 外科
- 整形外科
- 産婦人科
- 泌尿器科
- 眼科
- 耳鼻咽喉科
- 神経内科

## 医療機関の指定等
- 保険医療機関
- 労災保険指定医療機関
- 生活保護法指定医療機関
- 結核指定医療機関
- 原子爆弾被害者医療指定医療機関
- 指定自立支援医療機関（更生医療・育成医療）
- 指定養育医療機関
- 臨床研修指定病院
- 救急告示病院

## 交通アクセス
公共交通
- JR信越本線加茂駅から北東へ徒歩約15分、タクシーで約5分。
- 新潟交通観光バス・越後交通・加茂市民バス「加茂病院前」バス停より徒歩約1分。
このほか、田上町の予約型乗合タクシー「ゴマンド号」の乗降場所が設定されている[1]。

車
- 国道403号加茂中学校交差点から約1分。